# Eparchie Santa María del Patrocinio en Buenos Aires
Eparchie Santa María del Patrocinio en Buenos Aires je eparchie ukrajinské řeckokatolické církve, nacházející se v Argentině.

## Území
Eparchie zahrnuje všechny věřící ukrajinské řeckokatolické církve, kteří se nacházejí na území Argentiny.
Eparchiálním sídlem je město Buenos Aires, kde se také nachází hlavní chrám - Katedrála Nuestra Señora del Patrocinio (Pokrov).
Rozdělovala se do 17 farností. K roku 2017 měla 120 000 věřících, 22 eparchiálních kněží, 5 řeholních kněží, 1 trvalého jáhna, 15 řeholníků a 79 řeholnic. *** K roku 2020 měla ve 14 farnostech 121.400 věřících, 14 eparchiálních a 8 řeholních kněží, 9 řeholníků a 47 řeholnic .

## Historie
Dne 9. února 1968 byl bulou  Ucrainorum fidelium papeže Pavla VI. zřízen apoštolský exarchát Argentina.
Dne 24. dubna 1978 byl exarchát bulou Cum praeterito papeže Pavla VI. povýšen na eparchii.

## Seznam apoštolských exarchů a biskupů
- Andrés Sapelak, S.D.B. (1968-1997)
  - Miguel Mykycej, F.D.P. (1998-1999) (apoštolský administrátor)
- Miguel Mykycej, F.D.P. (1999-2010)
  - Svjatoslav Ševčuk (2010-2011) (apoštolský administrátor)
  - Daniel Kozelinski Netto (2011-2016) (apoštolský administrátor)
- Daniel Kozelinski Netto (od 2016)